# Abdellah Karroum
Abdellah Karroum (en arabe : عبد الله كروم) est un critique d'art,  commissaire d'exposition et directeur artistique marocain né en 1970 au Maroc,.
Il est le fondateur et directeur artistique du lieu d'art L'appartement 22 (Rabat) en 2002, et des éditions Hors'champs en France en 1999 et au Maroc depuis 2001. Il fut le directeur du Mathaf de 2013 à 2021. 

## Biographie

### Études
En parallèle à son travail comme assistant des expositions au CAPC musée d'art contemporain de Bordeaux de 1993 à 1996, Abdellah Karroum obtient en 2001 un doctorat de l'Université Bordeaux-Montaigne sous la direction de Jean-Marc Lachaud. Sa recherche, en deux volumes, est intitulée Des œuvres nomades, vers une esthétique Post-contemporaine ?.

### Carrière
En 2000, Abdellah Karroum initie les expéditions artistiques intitulées Le bout du monde avec des artistes et chercheurs marocains et internationaux, avec une approche curatoriale qui interroge le fondement des expositions internationales sur un modèle global et revendique la relativité de la rencontre entre une œuvre supposée comme telle et un public[réf. nécessaire]. Le principe des « expéditions » est, pour Karroum, un outil critique et un cadre expérimental libérateur du schéma des expositions conventionnelles et du patrimoine des musées et valeur des conservateurs[réf. nécessaire].
En 2002, Abdellah Karroum fonde L'Appartement 22 à Rabat, un lieu indépendant de rencontre et d'exposition, servant aussi de résidence artistique. La même année, il réalise une expérience et performance artistique en publiant un Livre blanc : l'ouvrage est totalement vide, hormis un marque-page où l'auteur invite les lecteurs à rédiger eux-mêmes le livre. 
Karroum dirige le colloque « L'œuvre toujours » en 2005 à Casablanca et publie un ouvrage collectif intitulé L'œuvre plus que jamais aux éditions hors'champs.
En 2007, il dirige un symposium sur « les enjeux et les réseaux de l'art à l'époque post-contemporaine » à l'École nationale d'architecture de Rabat et à l'École supérieure des arts visuels de Marrakech, réunissant des chercheurs, commissaires d'expositions et artistes internationaux. Karroum fait partie des membres du Jury du Lion d'Or pour la 53e Biennale de Venise en 2007 (Lion d'Or pour Leon Ferrari et Lion d'or pour jeunes artistes à Emily Jacir). 
La création de la station culturelle « RADIOapartment22 » expérimente la diversité de l'espace d'échange utilisant le langage de l'art[réf. nécessaire], « le lieu physique se prolonge sur les ondes pour amplifier l'action que L'appartement 22 mène depuis 2002 à Rabat »[réf. nécessaire]. En 2008, cette radio a participé à la 7e Biennale de Gwangju (Corée) avec la création de la station « R22: Gwangju ». Dans cette même Biennale de Gwangju, Karroum est l'un des curateurs du programme « Position Papers », avec l'exposition « Expedition 7 (patries relatives) » qui présente les œuvres d'Adel Abdessemed, Francis Alÿs, Seamus Farrell, Vincent+Feria et Sislej Xhafa.
En 2009, Abdellah Karroum est commissaire d'exposition pour la troisième édition de la Biennale Internationale AiM à Marrakech, initié par la collectionneuse Vanessa Branson en 2005. Un second volet de cette exposition intitulée Une proposition pour l'articulation d'œuvres et de lieux est  organisée en 2010 au Palazzo Riso, Musée d'Art Contemporain de Palerme. Invité par Darat Al-Funun, Fondation Khalid Choman à Amman, Karroum est le commissaire, en 2010, du projet d'exposition Sentences On The Banks And Other Activities. Il initie la délégation artistique en 2011 et Morocco (projet de Pavillon marocain) pour la 54e Biennale de Venise en 2011, sous le titre Working For Change. 
En 2012, il est commissaire associé pour La Triennale de Paris, aux côtés d’Okwui Enwezor, et du projet « Inventer le monde:  l'artiste citoyen » pour la Biennale Bénin 2012.
Abdellah Karroum fut le directeur du Mathaf, musée d'art moderne situé à Doha au Qatar de  juin 2013 à 2021.
Il est également le fondateur des éditions hors’champs.

## Expositions organisées (ou co-organisées*)
- Bernard Plossu: On The Road, L'appartement 22, Rabat, 2021
- Kader Attia: On Silence, Mathaf: Arab Museum of Modern Art, Doha, 2021
- Trilogie marocaine 1950-2020, MNCARS (Reina Sofia), Madrid, 2021
- Notre monde brûle, Palais de Tokyo, Paris, 2020
- Mustapha Akrim: Histoires plus que parfaites, L'appartement 22, Rabat, 2018
- Revolution Generations, Mathaf: Arab Museum of Modern Art, Doha, 2018
- Sara O'Haddou: AA, L'appartement 22, Rabat, 2018
- Fabrice Hyber: Prototypes, L’appartement 22, Rabat, 2018
- Shakir Hassan Al Said: The Wall, Mathaf: Arab Museum of Modern Art, Doha, 2017.
- Mathaf Collection, Summary, Part 2, (co-commissaire avec Laura Barlow), Mathaf, musee d'art moderne, Doha, 2017.
- "Yassine Balbzioui et Badr El Hammami: Offre Speciale", L'appartement 22, Rabat - Maroc, 2017.
- "Wael Shawky, Al Araba Al Madfuna", Fondazione Merz, Turin, Italie, 2016.
- "Younes Rahmoun: de la Mer à l'Océan", L'appartement 22, Rabat, Maroc, 2016.
- "Looking at The World Around You: Contemporary Works from Qatar Museums," Fondacion Banco Santander, Madrid, Espagne, 2016.
- "Farid Belkahia: Aube(s)", Mathaf: Arab Museum of Modern Art, Doha - Qatar, 2015.
- "Wael Shawky, Crusades and Other Stories", Mathaf: Arab Museum of Modern Art, Doha - Qatar, 2015.
- "Shirin Neshat: Afterwards", Mathaf: Arab Museum of Modern Art, Doha - Qatar, 2014.
- "Sous nos yeux" (partie 3),  MACBA Museu, Barcelone, 2014.
- "Paintings, Sculptures, and Projects Garden", Mathaf: Arab Museum of Modern Art, Doha - Qatar, 2013.
- "Sous nos yeux" (partie 1), La Kunsthalle de Mulhouse, 2013.
- Inventer le monde: l’artiste citoyen, Biennale Benin, Cotonou, Ouidah et Porto-Novo, 2012.
- "Intense Proximité"*, La Triennale, Palais de Tokyo, Paris, 2012
- "Sentences On The Banks and Other Activities", Darat Al-Funun, Amman, Jordanie, 2010.
- Une proposition pour l'articulation d'œuvres et de lieux, Palazzo Riso, Musée d'Art Contemporain de Palerme, 2010.
- Mustapha Akrim, L'appartement 22, Rabat, 2011.
- "Patrie relative" (Expedition 7), Position Papers, Gwangju Biennale, Corée du Sud, 2008.
- Biennale de Dakar*, Dakar, 2006.
- "JF_JH individualité", L'appartement 22, Rabat, 2002.
- Jean-Paul Thibeau, capcMusée d'art contemporain de Bordeaux, 1996.
- "Urgence", Nan Goldin, Noritoshi Hirakawa, Jack Pierson, Wolfgang Tillmans et Andrea Zittel, capcMusée d'art contemporain de Bordeaux, 1996.
- "Pensées Bleues", capcMusée d'art contemporain de Bordeaux, 1993.

## Publications

### Ouvrages
- Livre blanc, éditions hors'champs, 2002
- L'appartement 22 (2002-2008), éditions hors'champs, 2008.  (ISBN 978-2-914164-17-7)
- Sentences on the banks and other activities, Volume 1, Éditions hors'champs et Darat Al-Funun, 2010.  (ISBN 978-2-914164-37-5)
- Avec Bernard Plossu, Maroc 1975, éditions hors'champs et La Non-Maison, 2014
- Wael Shawky: Crusades and Other Stories, Mathaf: Arab Museum of Modern art and Silvana Editorial, 2016.
- L’appartement 22, Vol.2 (2009-2022), éditions hors’champs, 2023.

### Articles
- Avec Moncef Ben Moussa, Meriem Berrada, Eric de Chassey, Malika Dorbani Bouabdellah, Taher Ghalia, « Musée national/musée universel, musée global/musée local : les musées de la rive sud de la Méditerranée », Perspective, 2 | 2017, 49-64 [mis en ligne le 30 juin 2018, consulté le 31 janvier 2022. URL : http://journals.openedition.org/perspective/7476 ; DOI : https://doi.org/10.4000/perspective.7476].